# CIM-10 Chapitre 13 : Maladies du système ostéo-articulaire, des muscles et du tissu conjonctif
Cet article développe le chapitre XIII de la classification internationale des maladies, CIM-10, 1990.

## Liste des classes du chapitre 13
CIM-10 Chapitre 13 : Maladies du système ostéo-articulaire, des muscles et du tissu conjonctif (M00-M99)

## (M00-M25) Arthropathies

### (M00-M03) Arthropathies infectieuses
- (M00) Arthrites à bactéries pyogènes
  - (M00.0) Arthrite et polyarthrite à staphylocoques
  - (M00.1) Arthrite et polyarthrite à pneumocoques
  - (M00.2) Autres arthrites et polyarthrites à streptocoques
  - (M00.8) Arthrite et polyarthrite dues à d'autres bactéries précisées
  - (M00.9) Arthrite à bactéries pyogènes, sans précision
- (M01) Arthrites infectieuses directes au cours de maladies infectieuses et parasitaires classées ailleurs
  - (M01.0) Arthrite méningococcique  (A39.8+)
  - (M01.1) Arthrite tuberculeuse  (A18.0+)
  - (M01.2) Arthrite au cours de la maladie de Lyme  (A69.2+)
  - (M01.3) Arthrite au cours d'autres maladies bactériennes classées ailleurs
  - (M01.4) Arthrite au cours de la rubéole  (B06.8+)
  - (M01.5) Arthrite au cours d'autres maladies virales classées ailleurs
  - (M01.6) Arthrite au cours de mycoses  (B35-B49+)
  - (M01.8) Arthrite au cours d'autres maladies infectieuses et parasitaires classées ailleurs
- (M02) Arthropathies réactionnelles
  - (M02.0) Arthropathie après dérivation intestinale
  - (M02.1) Arthropathie post-dysentérique
  - (M02.2) Arthropathie post-vaccinale
  - (M02.3) Syndrome oculo-urétro-synovial (Fiessinger-Leroy-Reiter)
  - (M02.8) Autres arthropathies réactionnelles
  - (M02.9) Arthropathie réactionnelle, sans précision
- (M03) Arthropathies post-infectieuses et réactionnelles au cours de maladies classées ailleurs
  - (M03.0) Arthrite post-méningococcique  (A39.8+)
  - (M03.1) Arthropathie syphilitique post-infectieuse
  - (M03.2) Autres arthropathies post-infectieuses au cours de maladies classées ailleurs
  - (M03.6) Arthropathie réactionnelle au cours d'autres maladies classées ailleurs

### (M05-M14) Polyarthropathies inflammatoires
- (M05) Polyarthrite rhumatoïde séropositive
  - (M05.0) Syndrome de Felty
  - (M05.1) Maladie pulmonaire rhumatoïde (J99.0*)
  - (M05.2) Vascularite rhumatoïde
  - (M05.3) Polyarthrite rhumatoïde avec atteinte d'autres organes et appareils
  - (M05.8) Autres polyarthrites rhumatoïdes séropositives
  - (M05.9) Polyarthrite rhumatoïde séropositive, sans précision
- (M06) Autres polyarthrites rhumatoïdes
  - (M06.0) Polyarthrite rhumatoïde séronégative
  - (M06.1) Maladie de Still survenant chez l'adulte
  - (M06.2) Bursite rhumatoïde
  - (M06.3) Nodule rhumatoïde
  - (M06.4) Polyarthropathie inflammatoire
  - (M06.8) Autres polyarthrites rhumatoïdes précisées
  - (M06.9) Polyarthrite rhumatoïde, sans précision
- (M07) Arthropathies psoriasiques et entéropathiques
  - (M07.0) Arthropathie psoriasique distale interphalangienne (L40.5+)
  - (M07.1) Arthrite mutilante (L40.5+)
  - (M07.2) Spondylite psoriasique (L40.5+)
  - (M07.3) Autres arthropathies psoriasiques (L40.5+)
  - (M07.4) Arthropathie au cours de la maladie de Crohn (entérite régionale) (K50.-+)
  - (M07.5) Arthropathie au cours de colite ulcéreuse (K51.-+)
  - (M07.6) Autres arthropathies entéropathiques
- (M08) Polyarthrites juvéniles
  - (M08.0) Polyarthrite rhumatoïde juvénile
  - (M08.1) Spondylarthrite ankylosante juvénile
  - (M08.2) Polyarthrite juvénile avec début systémique
  - (M08.3) Polyarthrite juvénile (séronégative)
  - (M08.4) Polyarthrite pauci-articulaire juvénile
  - (M08.8) Autres polyarthrites juvéniles
  - (M08.9) Polyarthrite juvénile, sans précision
- (M09) Polyarthrite juvénile au cours de maladies classées ailleurs
  - (M09.0) Polyarthrite juvénile au cours de psoriasis (L40.5+)
  - (M09.1) Polyarthrite juvénile au cours de la maladie de Crohn [entérite régionale] (K50.-+)
  - (M09.2) Polyarthrite juvénile au cours de colite ulcéreuse (K51.-+)
  - (M09.8) Polyarthrite juvénile au cours d'autres maladies classées ailleurs
- (M10) Goutte
  - (M10.0) Goutte idiopathique
  - (M10.1) Goutte saturnine
  - (M10.2) Goutte médicamenteuse
  - (M10.3) Goutte due à une altération de la fonction rénale
  - (M10.4) Autre goutte secondaire
  - (M10.9) Goutte, sans précision
- (M11) Autres arthropathies dues à des microcristaux
  - (M11.0) Maladie par dépôt d'hydroxyapatite
  - (M11.1) Chondrocalcinose familiale
  - (M11.2) Autre chondrocalcinose
  - (M11.8) Autres arthropathies dues à des microcristaux précisés
  - (M11.9) Arthropathie due à des microcristaux, sans précision
- (M12) Autres arthropathies spécifiques
  - (M12.0) Arthropathie chronique post-rhumatismale (Jaccoud)
  - (M12.1) Maladie de Kashin-Beck
  - (M12.2) Synovite villonodulaire (pigmentaire)
  - (M12.3) Rhumatisme palindromique
  - (M12.4) Hydarthrose intermittente
  - (M12.5) Arthropathie traumatique
  - (M12.8) Autres arthropathies spécifiques, non classées ailleurs
- (M13) Autres arthrites
  - (M13.0) Polyarthrite, sans précision
  - (M13.1) Monoarthrite, non classée ailleurs
  - (M13.8) Autres arthrites précisées
  - (M13.9) Arthrite, sans précision
- (M14) Arthropathies au cours d'autres maladies classées ailleurs
  - (M14.0) Arthropathie goutteuse due à un déficit enzymatique et autres troubles héréditaires
  - (M14.1) Arthropathie à microcristaux au cours d'autres troubles métaboliques classés ailleurs
  - (M14.2) Arthropathie diabétique (E10-E14+ avec le quatrième chiffre .6)
  - (M14.3) Dermato-arthrite lipoïde (E78.8+)
  - (M14.4) Arthropathie au cours d'amylose (E85.-+)
  - (M14.5) Arthropathie au cours d'autres maladies endocriniennes, nutritionnelles et métaboliques
  - (M14.6) Arthropathie nerveuse
  - (M14.8) Arthropathie au cours d'autres maladies précisées classées ailleurs

### (M15-M19)Arthroses
- (M15) Polyarthrose
  - (M15.0) (Ostéo)arthrose primaire généralisée
  - (M15.1) Nodosités d'Heberden (avec arthropathie)
  - (M15.2) Nodosités de Bouchard (avec arthropathie)
  - (M15.3) Arthrose secondaire multiple
  - (M15.4) (Ostéo)arthrose érosive
  - (M15.8) Autres polyarthroses
  - (M15.9) Polyarthrose, sans précision
- (M16) Coxarthrose (arthrose de la hanche)
  - (M16.0) Coxarthrose primaire, bilatérale
  - (M16.1) Autres coxarthroses primaires
  - (M16.2) Coxarthrose d'origine dysplasique, bilatérale
  - (M16.3) Autres coxarthroses dysplasiques
  - (M16.4) Coxarthrose post-traumatique, bilatérale
  - (M16.5) Autres coxarthroses post-traumatiques
  - (M16.6) Autres coxarthroses secondaires, bilatérales
  - (M16.7) Autres coxarthroses secondaires
  - (M16.9) Coxarthrose, sans précision
- (M17) Gonarthrose (arthrose du genou)
  - (M17.0) Gonarthrose primaire, bilatérale
  - (M17.1) Autres gonarthroses primaires
  - (M17.2) Gonarthrose post-traumatique, bilatérale
  - (M17.3) Autres gonarthroses post-traumatiques
  - (M17.4) Autres gonarthroses secondaires, bilatérales
  - (M17.5) Autres gonarthroses secondaires
  - (M17.9) Gonarthrose, sans précision
- (M18) Arthrose de la première articulation carpo-métacarpienne
  - (M18.0) Arthrose primaire de la première articulation carpo-métacarpienne, bilatérale
  - (M18.1) Autres arthroses primaires de la première articulation carpo-métacarpienne
  - (M18.2) Arthrose post-traumatique de la première articulation carpo-métacarpienne, bilatérale
  - (M18.3) Autres arthroses post-traumatiques de la première articulation carpo-métacarpienne
  - (M18.4) Autres arthroses secondaires de la première articulation carpo-métacarpienne, bilatérale
  - (M18.5) Autres arthroses secondaires de la première articulation carpo-métacarpienne
  - (M18.9) Arthrose de la première articulation carpo-métacarpienne, sans précision
- (M19) Autres arthroses
  - (M19.0) Arthrose primaire d'autres articulations
  - (M19.1) Arthrose post-traumatique d'autres articulations
  - (M19.2) Arthrose secondaire d'autres articulations
  - (M19.8) Autres arthroses précisées
  - (M19.9) Arthrose, sans précision

### (M20-M25) Autres affections articulaires
- (M20) Déformations des doigts et des orteils
- (M21) Autres déformations des membres
- (M22) Lésion de la rotule
- (M23) Lésion interne du genou
- (M24) Autres affections articulaires spécifiques
- (M25) Autres affections articulaires, non classées ailleurs

## (M30-M36) Affections disséminées dutissu conjonctif
- (M30) Périartérite noueuse et affections apparentées
  - (M30.0) Périartérite noueuse
  - (M30.1) Périartérite avec atteinte pulmonaire (Churg-Strauss)
    - Angéite granulomateuse allergique

  - (M30.2) Périartérite juvénile
  - (M30.3) Syndrome adéno-cutanéo-muqueux (Kawasaki)
  - (M30.8) Autres affections apparentées à la périartérite noueuse
    - Syndrome de polyangéite extensive
- (M31) Autres vasculopathies nécrosantes
  - (M31.0) Angéite d'hypersensibilité
    - Syndrome de Goodpasture

  - (M31.1) Microangiopathie thrombotique
    - Purpura thrombopénique thrombotique

  - (M31.2) Granulome malin de la ligne médiane
  - (M31.3) Granulomatose de Wegener
    - Granulomatose respiratoire nécrosante

  - (M31.4) Syndrome de la crosse aortique (Takayasu)
  - (M31.5) Artérite à cellules géantes avec polymyalgie rhumatismale
  - (M31.6) Autres artérites à cellules géantes
  - (M31.8) Autres vasculopathies nécrosantes précisées
    - Vascularite hypocomplémentémique

  - (M31.9) Vasculopathie nécrosante, sans précision
- (M32) Lupus érythémateux disséminé, à l'exclusion du lupus érythémateux (discoïde)(SAI)(L93.0)
  - (M32.0) Lupus érythémateux disséminé médicamenteux
  - (M32.1+) Lupus érythémateux disséminé avec atteinte d'organes et d'appareils
    - Lupus érythémateux disséminé avec atteinte des poumons (J99.1*), reins (N08.5*, N16.4*)
    - Maladie de Libman-Sacks (139.-*)
    - Péricardite lupique (132.8*)

  - (M32.8 ) Autres formes de lupus érythémateux disséminé
  - (M32.9) Lupus érythémateux disséminé, sans précision
- (M33) Dermatopolymyosite
  - (M33.0) Dermatomyosite juvénile
  - (M33.1) Autres dermatomyosites
  - (M33.2) Polymyosite
  - (M33.9) Dermatopolymyosite, sans précision
- (M34) Sclérose systémique : Comprend : sclérodermie À l'exclusion de : sclérodermie :  localisée (L94.0) . néonatale (P83.8)
  - (M34.0) Sclérose systémique progressive
  - (M34.1) Syndrome de CREST
  - (M34.2) Sclérose systémique due à des médicaments et des produits chimiques
  - (M34.8) Autres formes de sclérose systémique
    - Sclérose systémique avec : atteinte pulmonaire+ (J99.1*), myopathie+ (G73.7*)

  - (M34.9) Sclérose systémique, sans précision
- (M35) Autres atteintes systémiques du tissu conjonctif, à l'exclusion de : collagénome perforant verruciforme (L87.1)
  - (M35.0) Syndrome de Gougerot-Sjögren
    - Syndrome de Gougerot-Sjögren avec : atteinte pulmonaire + (J99.1*), kératoconjonctivite+ (H19.3*), maladie rénale tubulo-interstitielle+ (N16.4*), myopathie+ (G73.7*)

  - (M35.1) Autres formes de passage : Maladies associées du tissu conjonctif, à l'exclusion de : syndrome de polyangéite extensive (M30.8)
  - (M35.2) Syndrome de Behçet
  - (M35.3) Polymyalgie rhumatismale, à l'exclusion de : polymyalgie rhumatismale avec artérite à cellules géantes
  - (M35.4) Fasciite disséminée (à éosinophiles)
- (M36) Atteintes systémiques du tissu conjonctif au cours de maladies classées ailleurs
  - (M36.0) Dermato(poly)myosite au cours de maladies tumorales  (C00-D48+)
  - (M36.1) Arthropathie au cours de maladies tumorales classées ailleurs (C00-D48+)
    - Arthropathie au cours de : histiocytose maligne (C96.1+), leucémie (C91-C95+), myélome multiple (C90.0+)

  - (M36.2) Arthropathie hémophilique  (D66-D68+)
  - (M36.3) Arthropathie au cours d'autres maladies du sang classées ailleurs (D50-D76+)
  - (M36.4) Arthropathie au cours de réactions d'hypersensibilité classées ailleurs
    - Arthropathie au cours du purpura de Schönlein-Henoch (D69.0+)

  - (M36.8) Atteintes systémiques du tissu conjonctif au cours d'autres maladies classées ailleurs
    - Atteintes systémiques du tissu conjonctif au cours de : hypogammaglobulinémie (D80.-+), ochronose (E70.2+)

## (M40-M54) Dorsopathies

### (M40-M43) Dorsopathies avec déformation
- (M40) Cyphose et lordose
  - (M40.0) Cyphose posturale
  - (M40.1) Autres cyphoses secondaires
  - (M40.2) Cyphoses autres et non précisées
  - (M40.3) Syndrome du dos plat
  - (M40.4) Autres lordoses
  - (M40.5) Lordose, sans précision
- (M41) Scoliose
  - (M41.0) Scoliose idiopathique infantile
  - (M41.1) Scoliose juvénile idiopathique
    - Scoliose de l'adolescent

  - (M41.2) Autres scolioses idiopathiques
  - (M41.3) Scoliose par anomalie dorsale
  - (M41.4) Scoliose neuromusculaire
    - Scoliose consécutive à une paralysie cérébrale, la maladie de Friedreich, la poliomyélite et autres affections neuro-musculaires.

  - (M41.5) Autres formes de scoliose secondaire
  - (M41.8) Autres formes de scoliose
  - (M41.9) Scoliose, sans précision
- (M42) Ostéochondrite vertébrale
  - (M42.0) Ostéochondrite vertébrale juvénile
    - Maladie de Calvé
    - Maladie de Scheuermann

  - (M42.1) Ostéochondrite vertébrale de l'adulte
  - (M42.9) Ostéochondrite vertébrale, sans précision
- (M43) Autres dorsopathies avec déformation
  - (M43.0) Spondylolyse
  - (M43.1) Spondylolisthésis
  - (M43.2) Autres soudures vertébrales
    - Ankylose d'articulation vertébrale

  - (M43.3) Subluxation récidivante atloïdo-axoïdienne avec myélopathie
  - (M43.4) Autres subluxations atloïdo-axoïdiennes récidivantes
  - (M43.5) Autres subluxations vertébrales récidivantes
  - (M43.6) Torticolis
  - (M43.8) Autres dorsopathies avec déformation précisées
  - (M43.9) Dorsopathie avec déformation, sans précision

### (M45-M49) Spondylopathies
- (M45) Spondylarthrite ankylosante
- (M46) Autres spondylopathies inflammatoires
- (M47) Spondylarthrose
- (M48) Autres spondylopathies
- (M49) Spondylopathies au cours de maladies classées ailleurs

### (M50-M54) Autres dorsopathies
- (M50) Atteintes des disques cervicaux
- (M51) Atteintes d'autres disques intervertébraux
- (M53) Autres dorsopathies, non classées ailleurs
- (M54) Dorsalgies

## (M60-M79) Affections destissus mous

### (M60-M63)Myopathies
- (M60) Myosite
- (M61) Calcification et ossification de muscles
- (M62) Autres atteintes musculaires
- (M63) Atteintes musculaires au cours de maladies classées ailleurs

### (M65-M68) Atteintes dessynovialeset destendons
- (M65) Synovite et ténosynovite
- (M66) Déchirure spontanée de la synoviale et du tendon
- (M67) Autres atteintes de la synoviale et du tendon
- (M68) Atteintes de la synoviale et du tendon au cours de maladies classées ailleurs

### (M70-M79) Autres affections destissus mous
- (M70) Affections des tissus mous par sollicitation excessive de l'articulation
- (M71) Autres bursites
- (M72) Affections fibroblastiques
- (M73) Affections des tissus mous au cours de maladies classées ailleurs
- (M75) Lésions de l'épaule
- (M76) Enthésopathies du membre inférieur, sauf le pied
- (M77) Autres enthésopathies
- (M79) Autres affections des tissus mous, non classées ailleurs

## (M80-M94)Ostéopathieset chondropathies

### (M80-M85) Anomalies de la densité et de la structure osseuse
- (M80) Ostéoporose avec fracture pathologique
- (M81) Ostéoporose sans fracture pathologique
- (M82) Ostéoporose au cours de maladies classées ailleurs
- (M83) Ostéomalacie de l'adulte
- (M84) Anomalie de la continuité osseuse
- (M85) Autres anomalies de la densité et de la structure osseuses

### (M86-M90) Autres ostéopathies
- (M86) Ostéomyélite
- (M87) Ostéonécrose
- (M88) Maladie osseuse de Paget (ostéite déformante)
- (M89) Autres maladies osseuses
- (M90) Ostéopathie au cours de maladies classées ailleurs

### (M91-M94) Chondropathies
- (M91) Ostéochondrite juvénile de la hanche et du bassin
  - (M91.0) Ostéochondrite juvénile du bassin
  - (M91.1) Ostéochondrite juvénile de la tête du fémur (maladie de Legg-Calvé-Perthes)
  - (M91.2) Coxa plana
  - (M91.3) Pseudocoxalgie
  - (M91.8) Autres ostéochondrites juvéniles de la hanche et du bassin, sans précision
  - (M91.9) Ostéochondrite juvénile de la hanche
- (M92) Autres ostéochondrites juvéniles
- (M93) Autres ostéochondropathies
- (M94) Autres affections du cartilage

## (M95-M99) Autres maladies du système ostéo-articulaire, des muscles et du tissu conjonctif
- (M95) Autres déformations du système ostéo-articulaire, des muscles et du tissu conjonctif
- (M96) Affections du système ostéo-articulaire et des muscles après un acte à visée diagnostique et thérapeutique, non classées ailleurs
- (M99) Lésions biomécaniques, non classées ailleurs